# Zahidé Muzart
Zahidé Lupinacci Muzart (Cruz Alta, 14 de julho de 1939 – Florianópolis, 28 de outubro de 2015) foi uma professora universitária, editora, pesquisadora e historiadora literária feminista brasileira. Era professora titular aposentada da Universidade Federal de Santa Catarina (UFSC).
Dedicou-se ao estudo acadêmico da literatura produzida por mulheres brasileiras, principalmente no século XIX, resgatando obras e nomes e criando um ambiente acadêmico de pesquisa desta literatura no Brasil. Contribuiu para a definição do status da crítica literária como uma disciplina de caráter científico, bem como para a consolidação de uma crítica literária feminista no Brasil a partir de meados da década de 1980.

## Biografia
Zahidé nasceu no município de Cruz Alta, no Rio Grande do Sul, em 1939, onde estudou em colégio católico e editou, aos 16 anos, o jornal da instituição. Em 1961, graduou-se no curso de Letras Neolatinas pela Pontifícia Universidade Católica do Rio Grande do Sul e em 1966 graduou-se em Universidade Federal do Rio Grande do Sul. Como bolsista da CAPES, especializou-se em Literatura Francesa no Centre d'études supérieures de français em 1962.
Entre os anos de 1967 e 1968, fez uma nova especialização em Língua Francesa, pela Universidade de Toulouse, com bolsa da CAPES. Com a escassez de recursos para a pesquisa científica no Brasil entre as décadas de 1950 e 1960, Zahidé conseguiu uma bolsa do governo francês, pela mesma universidade, onde obteve o doutorado em Letras, em 1970, com a tese Étude comparative du style: Jubiabá et O Moleque Ricardo.

## Carreira
Iniciou na carreira docente como professora de francês, entre 1971 e 1974, na Universidade Estadual de Campinas (UNICAMP), em São Paulo. Logo entrou na pesquisa acadêmica na área de Literatura Brasileira e Teoria Literária, na Universidade Federal de Santa Catarina (UFSC), onde ingressou em 1976 como professora visitante, tornando-se professora efetiva em 1979. Até sua aposentadoria, em 1993, Zahidé lecionou nos níveis de graduação e pós-graduação, além de ter sido coordenadora do Programa de Pós-Graduação em Literatura (1981 a 1983 e 1986 a 1987).
Na École des Hautes Études en Sciences Sociales, em Paris, concluiu o pós-doutorado em literatura entre 1983 e 1984, como bolsista da CAPES. Foi uma das responsáveis pela implementação do curso de Pós-Graduação em Literatura da UFSC no nível de mestrado e em 1997 de doutorado. Junto de colegas e orientandos, Zahidé foi essencial para a definição do status da crítica literária como uma disciplina de caráter científico, bem como para a consolidação de uma crítica literária feminista no Brasil a partir de meados da década de 1980.
Suas principais linhas de pesquisa eram  Literatura, História e Memória (1979-1994), onde trabalhou no resgate e análise de textos esparsos e inéditos de autores catarinenses, como Ana Luísa de Azevedo Castro e Duarte Schütel, e Literatura e Mulher (1994-2015), onde desenvolveu (e orientou) pesquisa de resgate de escritoras brasileiras do século XIX. Zahidé percebeu que na academia havia um olhar já consolidado de que as mulheres praticamente não escreveram ou publicaram no século XIX e que por isso não eram de interesse acadêmico. Com seus grupos de pesquisa, Zahidé não apenas desmentiu o senso comum como também resgatou livros, contos, crônicas, poemas e coletâneas de brasileiras da época.
Notando que apenas resgatar os nomes e publicá-los em artigos científicos, que ficariam longe do público em geral, Zahidé teve a ideia de abrir uma editora, a Editora Mulheres, capaz de organizar as obras e publicá-las. Suas pesquisas valorizavam as abordagens de cunho sociológico e cultural, onde ela tentava articular texto literário com o contexto de produção. Sob seu ponto de vista, era necessário estudar a literatura dessas mulheres, mas também o contexto político e social em que os textos foram produzidos.
Publicou cerca de 40 livros, 82 capítulos em livros, organizou várias publicações com outros especialistas na área, escreveu artigos e resumos para eventos e por vários anos foi colaboradora do periódico O Catarina, com cerca de 46 matérias lá publicadas. Foi criadora da Revista Travessia da UFSC em 1980 e sua editora por 13 anos. Foi parecerista de várias revistas brasileiras de literatura no ambiente acadêmico, além de editora da Revista Estudos Feministas (REF) da UFSC e coordenadora do Instituto de Estudos de Gênero (IEG) da mesma universidade por vários anos. Organizou e coordenou o 1º Encontro Fazendo Gênero, em 1994, que hoje tem renome internacional.
Aposentou-se da universidade em 1993, mas continuou orientando alunos e editando livros pela Editora Mulheres, além de participar de eventos. A Editora Mulheres já conta com mais de cem livros no acervo entre coletâneas e traduções.
| “ | Não basta resgatar as escritoras e obras do século XIX, republicá-las, colocar em circulação esses livros, é preciso estudá-las à fundo para consolidar uma tradição literária de autoria feminina no Brasil e revelar o valor literário de toda essa produção. E essa produção literária de mulheres não pode ser avaliada usando os mesmos critérios usados pela crítica canônica. É preciso considerar suas condições de produção e publicação da literatura que escreveram. | ” |

## Reconhecimentos
Em 2023, o Instituto de Estudos de Gênero, da Universidade Federal de Santa Catarina instituiu o Prémio Zahidé Muzart que visa distinguir as melhores teses e dissertações, na área dos estudos feministas.

## Morte
Zahidé esteve vários dias internada em um hospital em Florianópolis e morreu no dia 28 de outubro de 2015, aos 76 anos. Ela foi velada no cemitério Jardim da Paz, na capital catarinense.